# Dolichopoda matsakisi
Dolichopoda matsakisi — вид прямокрилих комах родини рафідофоріди (Rhaphidophoridae). Вид є
троглодитом, тобто постійним мешканцем печер.

## Поширення
Вид зустрічається у печерах у горі Хелмос у Греції на півострові Пелопонес за 200 км від Афін.